# 酒よ
「酒よ」（さけよ）は、吉幾三が1988年に発表したシングルである。

## 概要
1989年度のJASRAC賞で金賞を受賞しているほか、本作で1988年全日本有線放送大賞グランプリを受賞。
吉幾三として「雪國」に次ぐヒット作であり、本作で演歌歌手としての地位を確立した。
『NHK紅白歌合戦』では、第39回・第44回の2回披露されている。
1994年5月25日に発売された9番・10分に及ぶ「酒よ…追伸」、自分の半生を歌った30番・26分に及ぶ「酒よ我が人生…」も存在する。

## 収録曲
全作詞・作曲：吉幾三
1. 酒よ
  - 編曲：池多孝春
2. 帰郷
  - 編曲：京建輔

## カバー
- 香西かおり（1991年、アルバム『綴織百景Vol.1 酒』）
- 冠二郎（1996年、アルバム『特選集 冠二郎/思い出川』）
- 木村充揮×近藤房之助（2007年、ミニアルバム『男唄〜昭和讃歩〜』）
- タカチャ（2009年、ミニアルバム『「オマエ」は俺の太陽』）
- 八代亜紀（2009年、カバーアルバム『名曲カバー傑作撰』）
- 鳥羽一郎（2012年、カバーアルバム『時代の歌 V』）
- 福田こうへい（2014年、アルバム『演歌夢語り ～徳光和夫のナレーションで綴る（望郷・青春編）～』）
- 北原ミレイ（2014年、カバーアルバム『ミレイの演歌』）
- 北川大介（2014年、カバーアルバム『『四唱節』其の一 ～"男" 笑顔封印 哀愁解禁～』）
- 坂本冬美（2017年、カバーアルバム『ENKAII ～哀歌～』）
- 氷川きよし（2018年、アルバム『新・演歌名曲コレクション7 -勝負の花道-』）
- 1998年頃に渡哲也が知人の経営するカラオケスナックで歌ったときの音源が2019年発売『石原裕次郎・渡哲也 プライベート』に収録された[1]。

## 日本国外の主なカバー
- 江蕙 & 施文彬 （台湾語） - 「傷心酒店」